# Halowe Mistrzostwa Europy w Lekkoatletyce 1983 – chód na 5000 m mężczyzn
Chód na 5000 metrów mężczyzn – jedna z konkurencji rozgrywanych podczas halowych lekkoatletycznych mistrzostw Europy w Sportscsarnok w Budapeszcie. Odbyła się jako konkurencja pokazowa. Rozegrano od razu finał 5 marca 1983. Zwyciężył reprezentant Związku Radzieckiego Anatolij Sołomin. Nie startował zwycięzca tej konkurencji na poprzednich mistrzostwach Maurizio Damilano z Włoch. Następny raz konkurencję te rozegrano na halowych mistrzostwach Europy w 1987.

## Rezultaty

### Finał
Wystąpiło 8 chodziarzy.
Opracowano na podstawie materiału źródłowego.
| Miejsce | Zawodnik            | Czas     |
| ------- | ------------------- | -------- |
| 1       | Anatolij Sołomin    | 19:19,93 |
| 2       | Jewgienij Jewsiukow | 19:41,66 |
| 3       | Erling Andersen     | 20:00,68 |
| 4       | Steve Barry         | 20:08,04 |
| 5       | Endre Andrásfai     | 20:16,33 |
| 6       | Zoltán Farkas       | 20:36,75 |
| 7       | József Szűcs        | 21:35,92 |
| –       | Martin Toporek      | DQ       |